# گوستاف دالمان

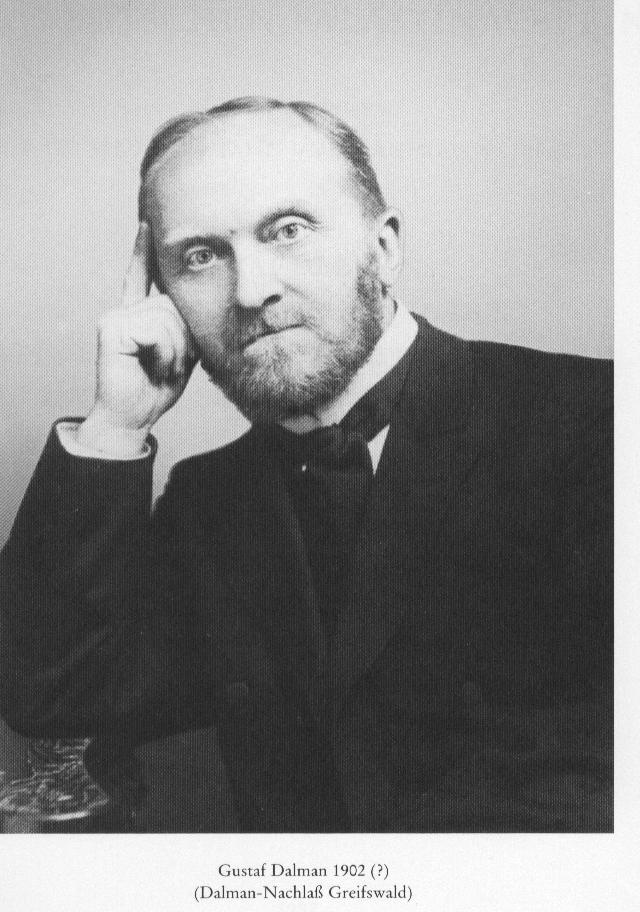
گوستاف دالمان.

گوستاف هرمان دالمان (۹ ژوئن ۱۸۵۵–۱۹ اوت۱۹۴۱) یک دین‌شناس و خاورشناس لوتری آلمانی بود. وی قبل از جنگ جهانی اول کارهای میدانی گسترده‌ای در فلسطین انجام داد و کتیبه‌ها، اشعار و ضرب‌المثل‌های آن را جمع‌آوری کرد. وی همچنین مقالات فیزیکی‌ای که زندگی کشاورزان و دامداران بومی این کشور را به تصویر می‌کشید، جمع‌آوری کرد. از جمله نمونه‌های سنگ و گیاه، ابزار خانه و مزرعه، یافته‌های جزئی باستان‌شناسی و سرامیک. وی با انتشار یک دستور زبان معتبر (۱۸۹۴) و فرهنگ لغت (۱۹۰۱)، و همچنین سایر آثار، پیشگام مطالعه کتاب مقدس و زبان آرامی اولیه پس از کتاب مقدس شد. مجموعه ۱۵۰۰۰عکس تاریخی و ۵۰۰۰ کتاب او، شامل چاپ‌های نادر قرن شانزدهم و نقشه‌ها، اساس مؤسسهٔ گوستاف دالمان در دانشگاه ارنست موریتز آرندت، گریفسوالد را تشکیل می‌دهد که برای پاسداشت و ادامه کار او است.
دالمان به عنوان یکی از نخستین مدیران Deutches Evangelisches Institut für Altertumswissenschaft des heiligen Landes zu Jerusalem (مؤسسه آلمانی انجیلی مطالعات باستانی سرزمین مقدس در اورشلیم) خدمت می‌کرد.
فرانس دلیتس، دین‌شناس و مترجم، که عهد جدید را به عبری ترجمه کرد، کار «بازنگری کامل» متن عبری را به دالمان سپرد.

## آثار
- Grammatik des Jüdisch-Palästinischen Aramäisch. 1894. 2nd edition. Leipzig, 1905.
- Aramäische Dialektproben . . . mit Wörterverzeichnis. Leipzig, 1896.
- Worte Iesu. Leipzig, 1898. English trans. , T. & T. Clark, 1902.
- Aramäisch-Neuhebräisches Handwörterbuch zu Targum, Talmud und Midrasch. 1901. 2nd revised and expanded edition. Frankfurt am Main, 1922.
- Jesus-Jeschua. Leipzig, 1922. English trans. , Jesus-Jeshua. Studies in the Aramaic Gospels. London, 1929.
- Arbeit und Sitte in Palastina. [Work and Customs in Palestine] 1937. Reprinted 1964.